# Kelloggella disalvoi
Kelloggella disalvoi es una especie de peces de la familia Gobiidae en el orden Perciformes.

## Morfología
- Los machos pueden llegar a alcanzar los 2,3 cm de longitud total.
- Número de  vértebras: 26.[1]

## Hábitat
Es un pez de mar y, de clima tropical y bentopelágico.

## Distribución geográfica
Se encuentra en el Pacífico sur-oriental: la Isla de Pascua. 

## Observaciones
Es inofensivo para los humanos. 